# Хадрат

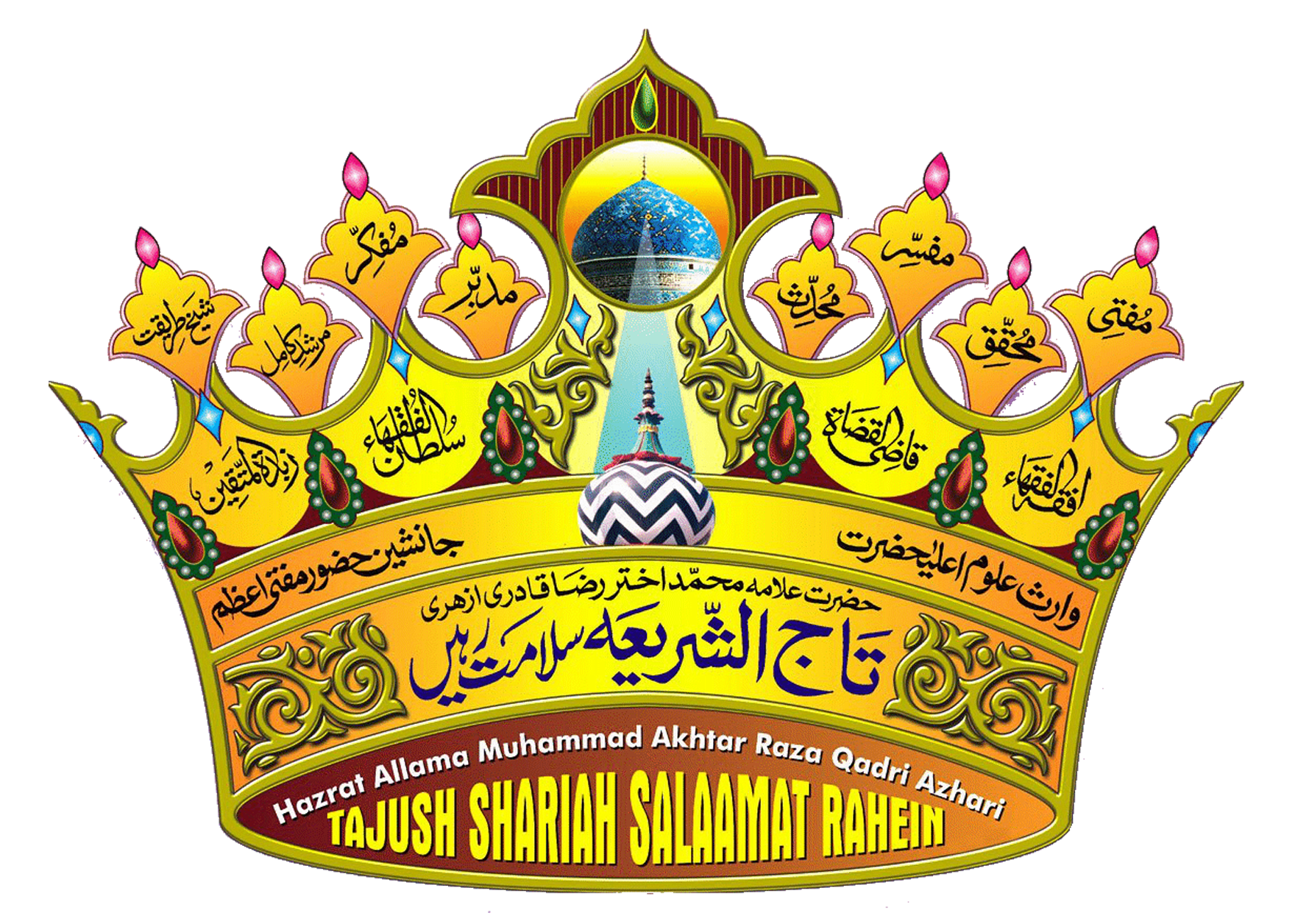
Корона Хадрата Муфтія Алайхіра Рахм

Хадрат (Hadrat, араб.: حَضْرَة Ḥadˤrah (одн.) / حَضْرَات Ḥadˤrāt (множ.); перс.: Hazret або Hazrat) — арабський ґоноратив або титул ґречності, що використовується для вшанування поважної особи. Дослівно перекладається як "присутній", "явний"; в традиційному значені перекладається "високоповажний", "святіший".
З невеликими спотвореннями: хадраз, хазрат, хазрет перейшов в тюркські мови.

## Використання
Спочатку титул "Hadrah" застосовувався до перших пророків ісламської віри: до двадцяти п’яти великих пророків, до яких належать Мухаммед, Авраам, Ной, Мойсей та Ісус та інш.
Почесний титул релігійного діяча в ісламі, а також шанобливе звертання до релігійного наставника.
Є аналогом та конотацією харизматичних традиційних європейських форм звертання до високопосадових осіб, таких як "Ваша честь" (для суддів), "Ваша Величносте" (для монархів) або "Ваша Святосте" (для вищого духовенства).
Крім того, можна провести аналогію з французьким звертанням Monsieur або японським Sama.
Цей титул також може з'являтися і після імен шанованих мусульманських особистостей, таких як імами, наприклад Hazretleri ('his Hadrat').
В турецькій і боснійській мові існує також почесний титул "Hazreti".